# Мармус Микола Васильович

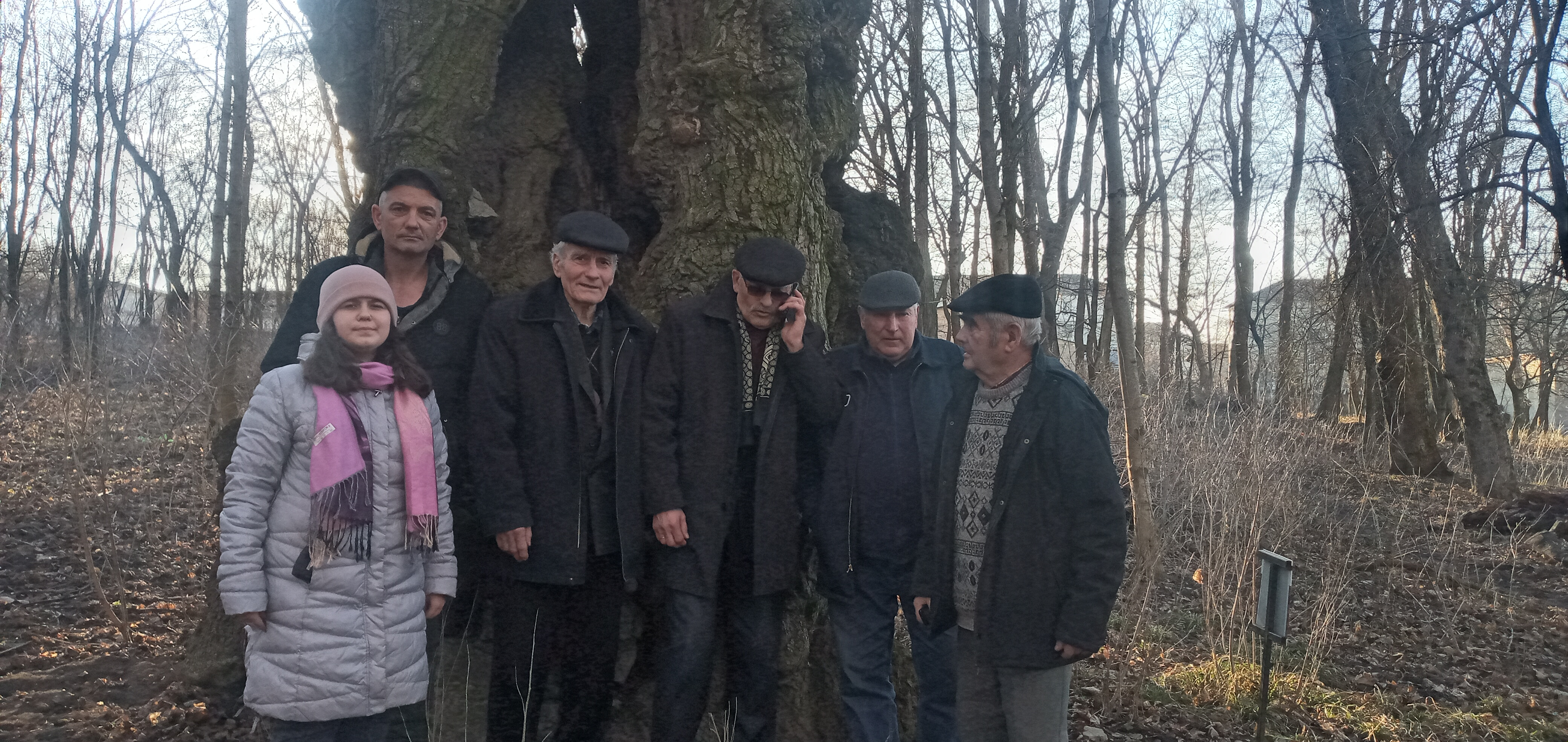
Учасники Росохацької групи біля 560-річної липи у Скала-Подільському парку

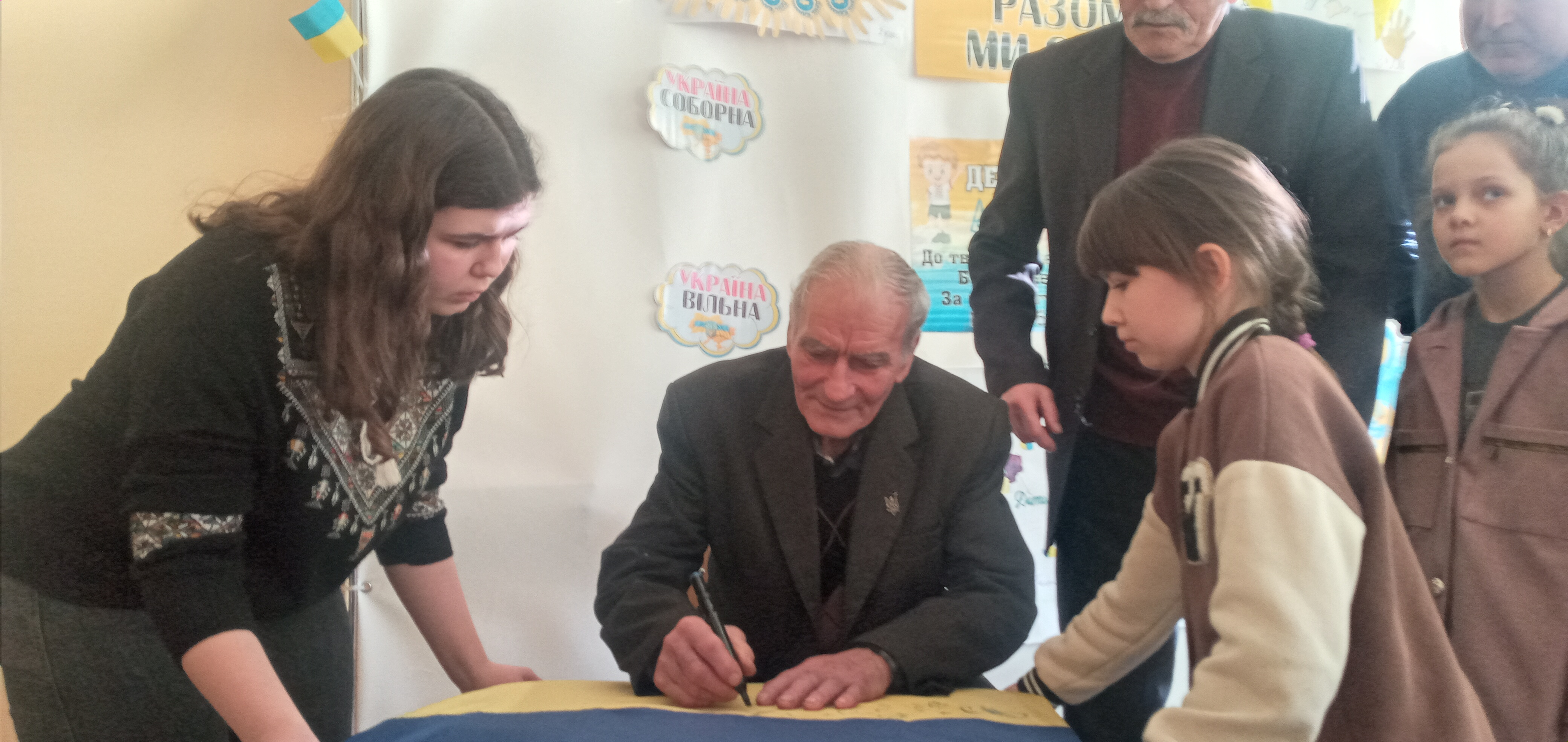
Микола Мармус підписує прапор

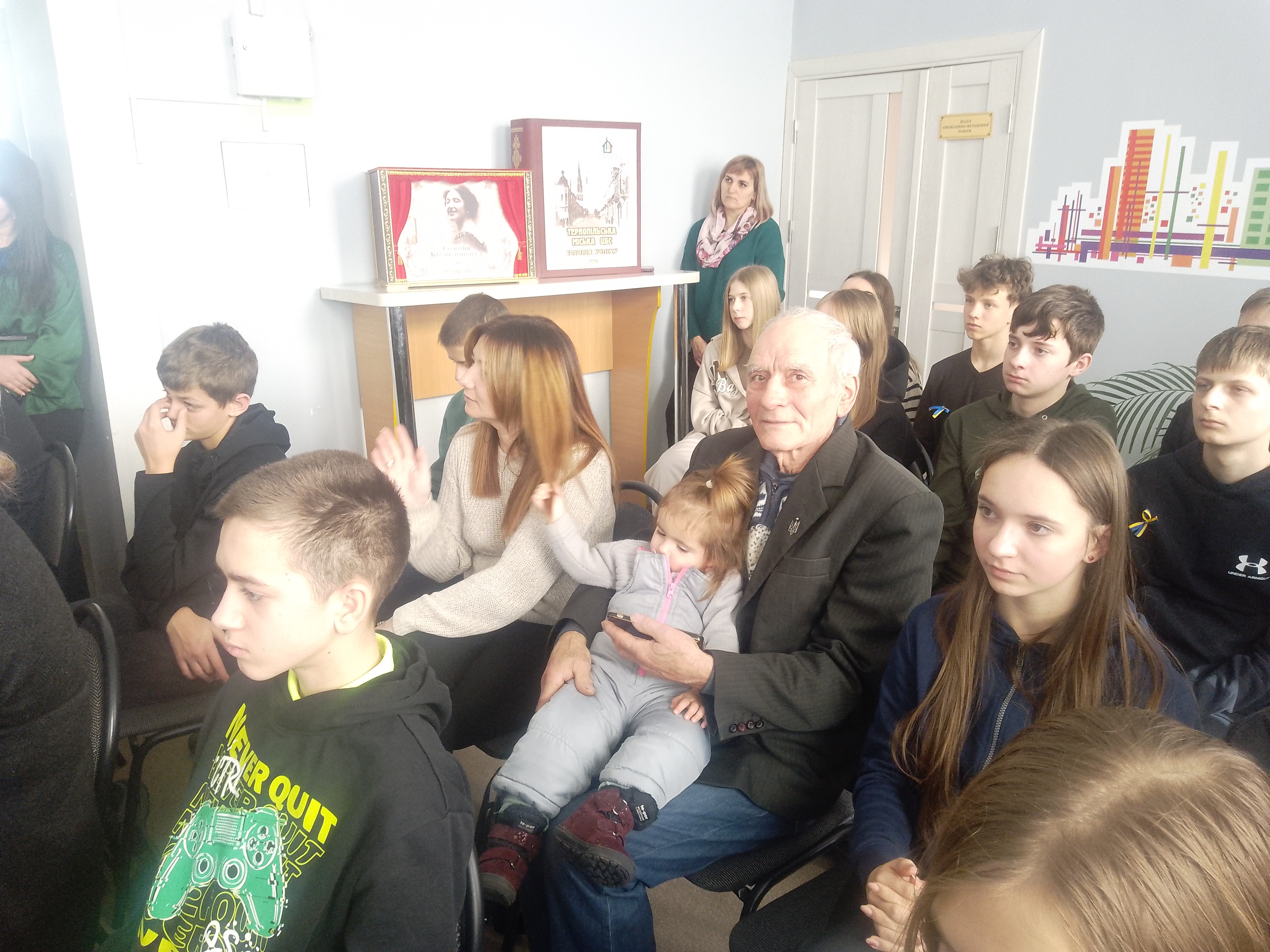
Микола Мармус з донькою Оксаною та внучкою на показі фільму "Росохацька група" під час кіномарафону "Синьо-жовта стрічка" у Центральній міській бібліотеці Тернополя

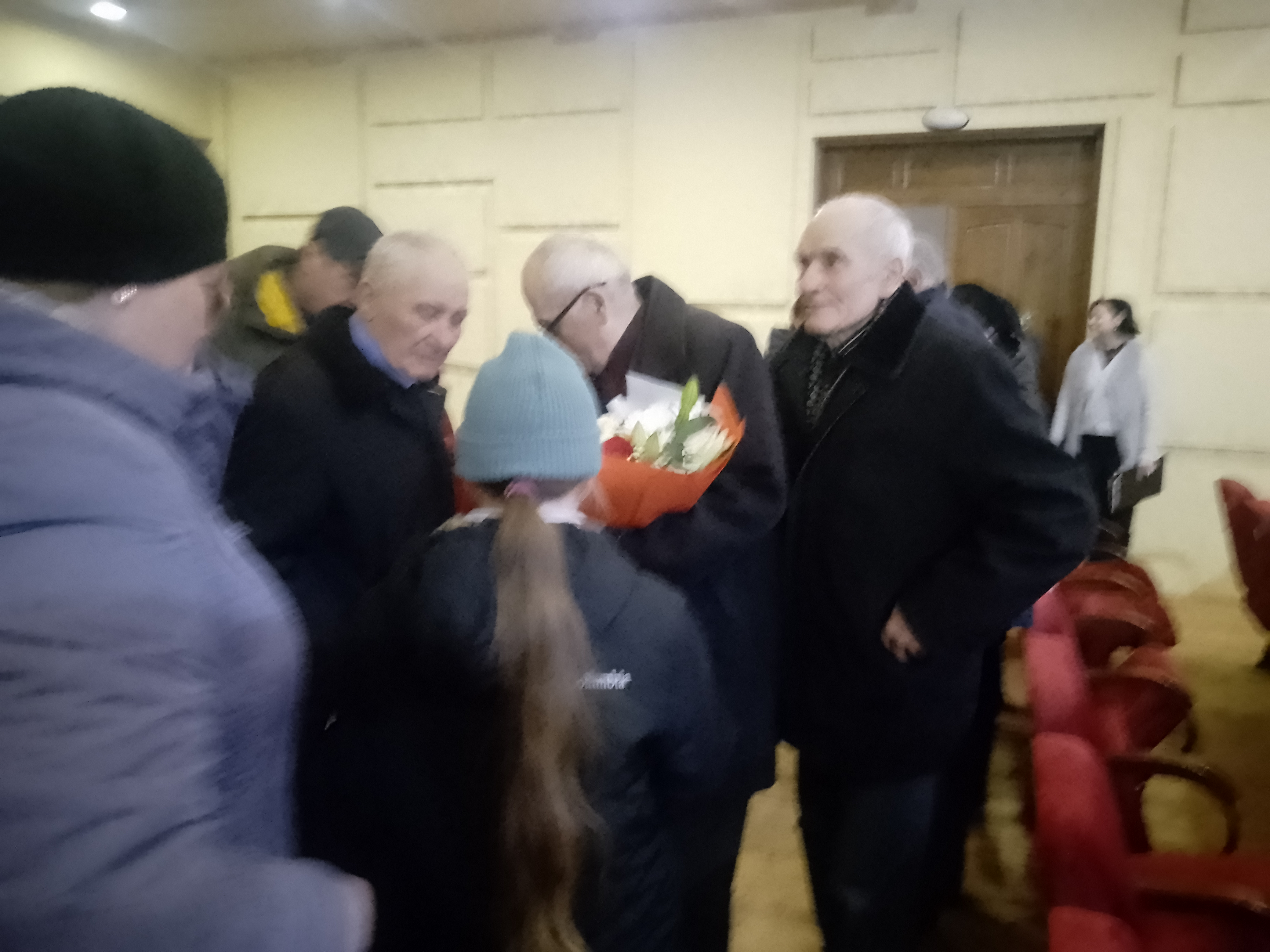
Микола Мармус на святкуванні 75-річчя Володимира Мармуса

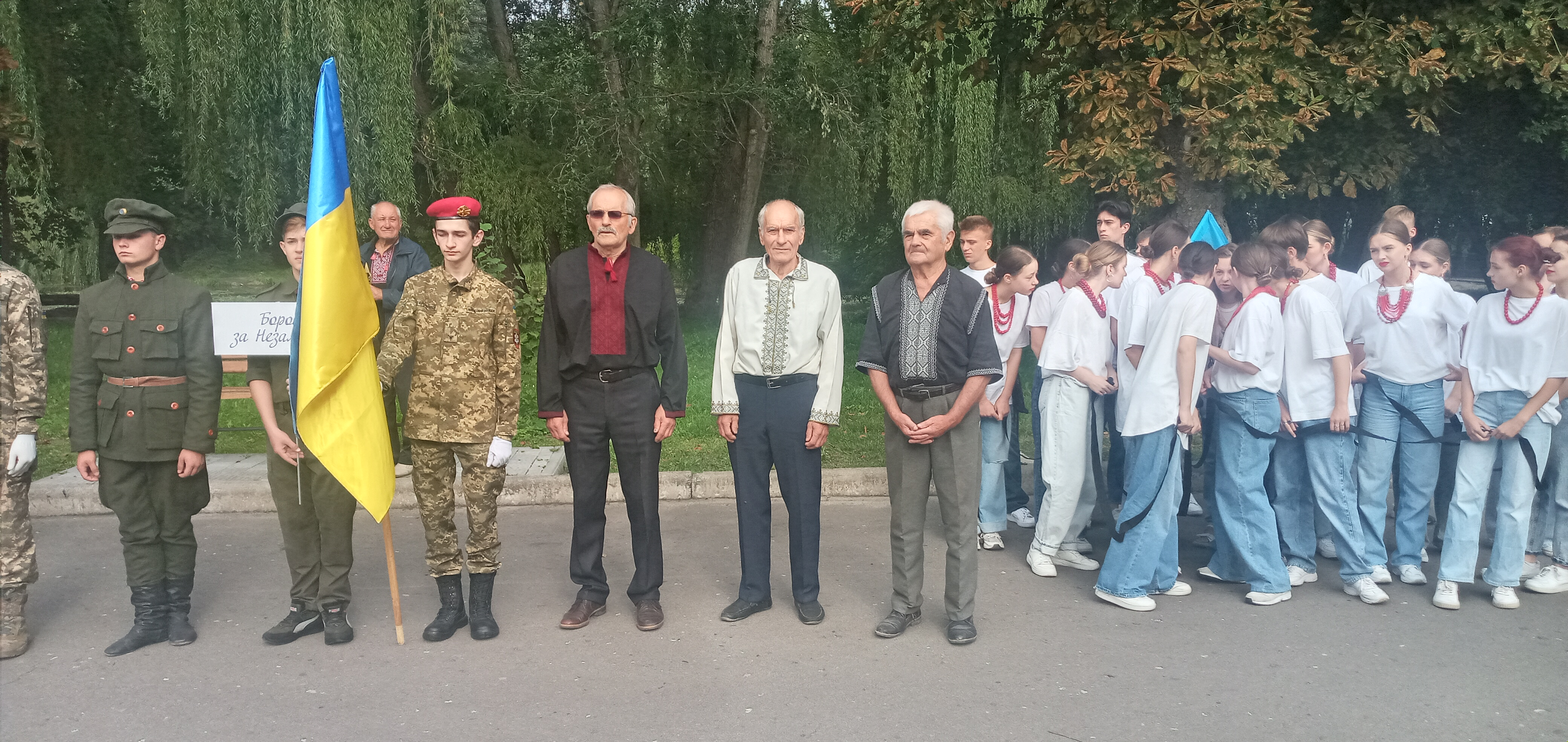
Росохацька група на День Прапора 2022

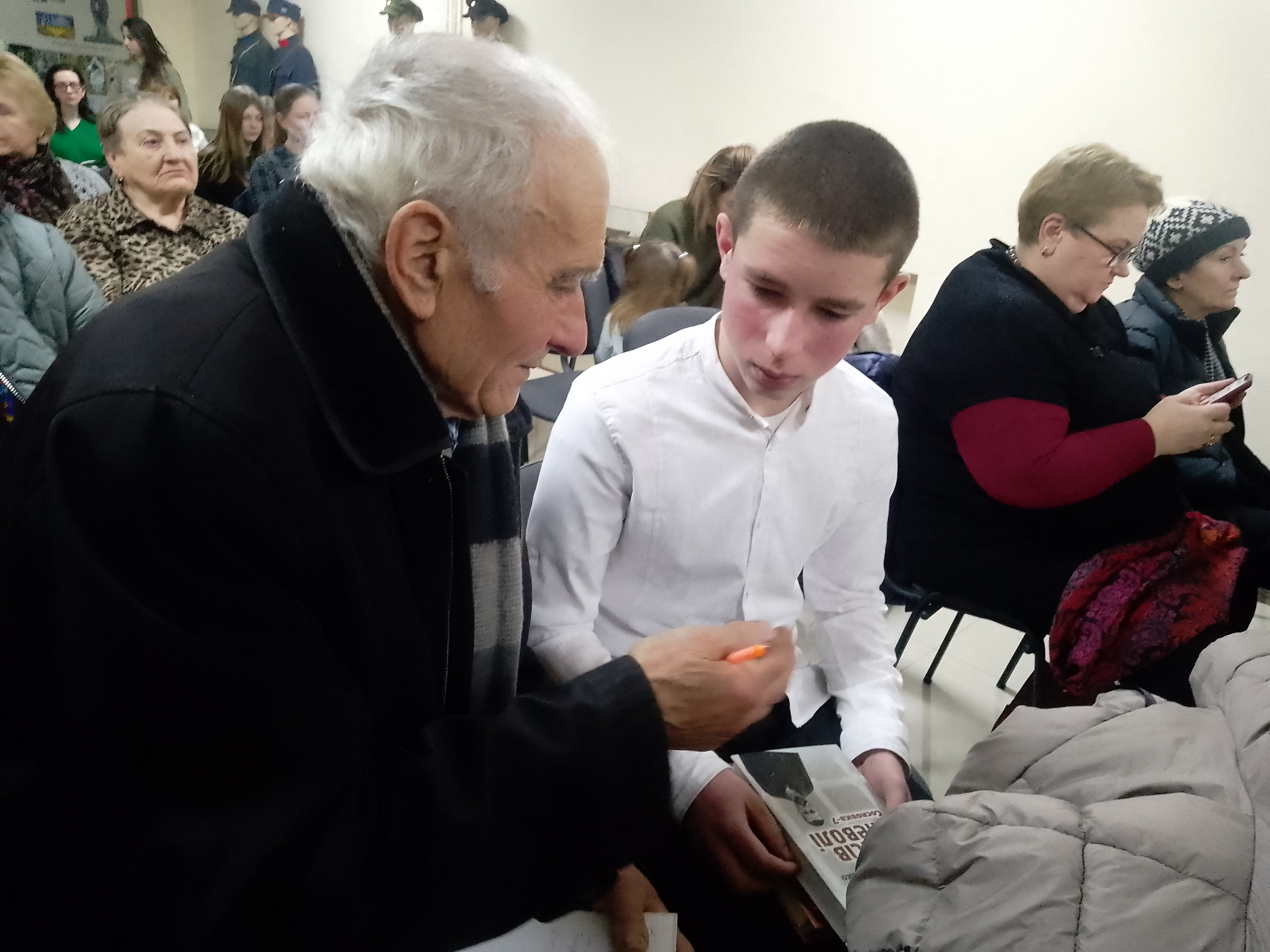
Микола Мармус з дослідником дисидентського руху Миколою Королем

Микола Васильович Мармус (нар. 1 квітня 1947, с. Росохач) — громадсько-політичний діяч, правозахисник. Член національно-патріотичної підпільної організації Росоха́цька гру́па. Кавалер ордена «За мужність» I ступеня (2006), Почесний громадянин міста Чорткова (2024). Брат громадсько-політичного діяча Володимира Мармуса.

## Життєпис

### Народження і дитинство
Народився у 1947 році в селі Росохач у національно-свідомій селянській родині, яка була причетна до національно-визвольного руху. В 1963 році закінчив середню школу, пішов учитися на столяра в Чортківський «Міжколгоспбуд», де й працював до арешту 1973 року.

### Боротьба за незалежність
З дитинства разом з братом Володимиром (нар. 1947) з захопленням слухав розповіді батьків та односельчан про національно-визвольний рух 20-х років, про УПА. Читав літературу, видану до 1939, слухав передачі зарубіжних радіостанцій. Належав до кола молодих патріотично настроєних односельчан, яке було обурене знищенням пам'ятних хрестів та могили січових стрільців у селі, зруйнуванням церкви. Арешти української інтелігенції 1972 році підштовхнули хлопців до створення восени того року підпільної організації, яка поставила своїм завданням боротися за незалежність.
14 січня 1973 року Микола у присутності членів організації В. Мармуса, та інших, у хаті останнього в урочистій обстановці — зі свічками, вклякнувши на коліна перед образом Божої Матері склав присягу на вірність Україні, яка зобов'язувала вважати боротьбу за незалежність найвищим обов'язком. Останнім в організацію вступив С. Сапеляк.
Також Микола узяв активну участь у підготовці та здійсненні головної акції організації — встановленню в Чорткові чотирьох українських національних прапорів та вивішування 19 листівок 21 січня 1973 року напередодні 55-ї річниці проголошення Української Народної Республіки Четвертим Універсалом  Центральної Ради (22 січня 1918) і 54-ї річниці «Акта злуки ЗУНР з УНР» (22 січня 1919). Акція була також присвячена до річниці початку арештів української інтелігенції. Листівки закінчувалися гаслами: «Свободу українським патріотам!», «Ганьба політиці русифікації!», «Хай живе зростаючий український патріотизм!». Зокрема, Мармус придбав жовту тканину, пошив прапори, виготовив древка.

### Арешт
Заарештований 11 квітня 1973 року. Будучи припертим доказами та шантажований погрозами запроторити на психіатричну експертизу, признався до своїх дій. Засуджений разом з іншими членами організації на закритому засіданні Тернопільського обласного суду 24 вересня 1973 року за статтею 64 («участь в антирадянській організації») та 62 частиною 1 («антирадянська агітація і пропаганда»)  до 5 років ув'язнення в таборах суворого режиму та 3 роки заслання. Під час оголошення вироку погасло світло, його читали при свічках.
Карався в таборі ВС-389/35, Центральний Чусовського району Пермської області разом з братом Володимиром, з повстанцями В. Підгорецьким, та іншими, з правозахисниками Є. Пронюком та іншими. Працював токарем. Скориставшись тим, що брат перебував у зоні № 37, пересилав у листах зашифровану інформацію. Брав участь в акціях протесту, в підготовці й передачі на волю інформації про події в зоні. Посправники домоглися переведення його до 37-го табору, у село Половинка, де вони були зібрані майже всі. У зв'язку з вилученням речей і зошитів з записами та листів відмовився виходити з зони. Вийшов в останній момент, коли конвой уже мусив поспішати до поїзда і пообіцяв не обшукувати його. Так удалося вивезти частину записів.

### Заслання
Заслання відбував у селі Шорохово Ісетського району Тюменської області, почасти з братом Володимиром. У перші дні голодував. Мусив працювати на свинофермі. Познайомився з практиканткою сільгоспінституту Софією Алієвою. Кадебісти, парторг, комсорг залякували її, намагалися розбити дружбу, та ознайомившись із вироком, вона тільки утвердилася у своєму виборі. Оскільки церкви в районі не було, взяли шлюб після закінчення заслання у Росохачі. Перший син помер 1981 року під час пологів. Мають сина Василя 1983, доньок Ганну 1985, Оксану 1986, причому всіх дітей Софія їздила народжувати на свою батьківщину, побоюючись епідемій та КГБ.
Микола виїздив на сезонні роботи у східні області України, щоб побудувати хату. Переніс тяжку операцію на печінці, інвалід II.

### Незалежна Україна
У кінці 80-х — на початку 90-х рр. Микола брав активну участь у русі за незалежність. Був членом-засновником Чортківського «Меморіалу», членом Української Гельсінкської Спілки, Української Республіканської, відтак Республіканської Християнської партії. Брав активну участь у розв'язанні в селі питання про розподіл земельних паїв. Бере участь у відновленню кладовища вояків УГА у Чорткові.
Реабілітований відповідно до Закону УРСР від 17 квітня 1991 року "Про реабілітацію жертв політичних репресій в Україні. 
Указом Президента від 18 серпня 2006 Мармуса, як і його побратими, нагороджений орденом За мужність «І ступеню». 
Про членів Росохацької підпільної організації Харківською правозахисною групою видана книжка «Юнаки з огненної печі», відзнято документальні фільми «Прапори» (2018) та «Росохацька група» (2023).
26 січня 2012 року на фасаді Чортківського гуманітарно-педагогічного фахового коледжу імені Олександра Барвінського відкрито меморіальну таблицю з написом: «На цьому будинку Чортківського педагогічного училища в ніч з 21 на 22 січня 1973 року члени Росохацької патріотичної організації (Вітів П.І., Винничук П.М., Кравець А.М., Лисий М.С., Мармус М.В., Сапеляк С.Є., Слободян М.В.) під керівництвом Володимира Мармуса встановили національний прапор України й політичні прокламації до 55-х роковин проголошення незалежності УНР та в протест проти репресій комуністичної диктатури. Слава Україні! Героям Слава!».
3 вересня 2023 року на фасаді Росохацької гімназії, де навчалися члени патріотичної організації відкрили меморіальну дошку членам Росохацької групи. Відкрили пам’ятну дошку три учасники Росохацької групи — Володимир і Микола Мармуси та Петро Вітів.

## Нагороди
- Орден «За мужність» I ступеня (18 серпня 2006) — за громадянську мужність, виявлену при піднятті національного прапору України у місті Києві у 1966 році та місті Чорткові Тернопільської області у 1973 році, активну участь у національно-визвольному русі[11]
- Почесний громадянин міста Чорткова (2024) — за громадянську мужність, виявлену 1973 року при піднятті національного прапора України у місті Чорткові, активну участь у національно-визвольному русі, за особистий внесок у національне та державне відродження України присвоїли учасникам «Росохацької групи»[12].